# 普兰特陨石坑
普兰特陨石坑（Planté）是位于月球背面赤道区的一座年轻撞击坑，约形成于32-11亿年前的爱拉托逊纪，其名称取自法国物理学家雷蒙-路易·加斯东·普朗忒（1834年-1889年），1979年被国际天文学联合会正式接受。

## 描述

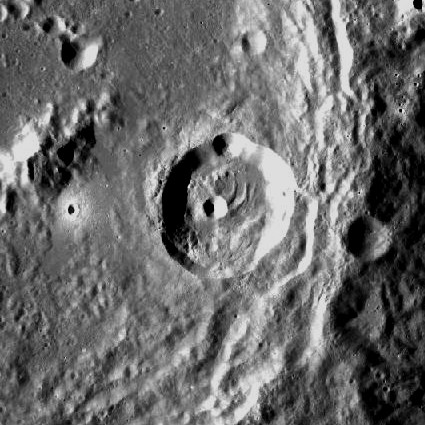
月球勘测轨道飞行器拍摄的图像

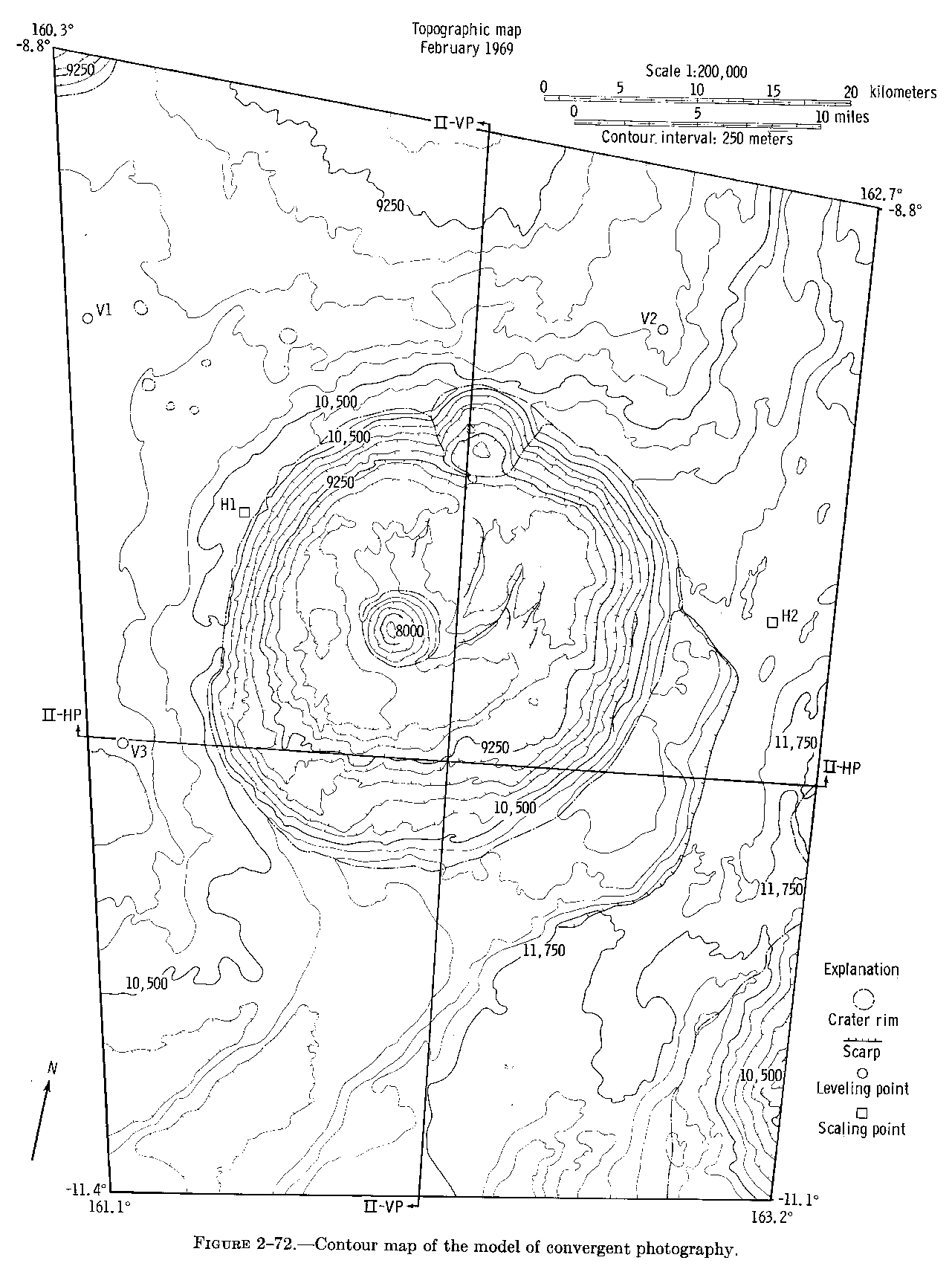
阿波罗8号绘制的普兰特陨石坑地形图

该陨坑位于巨大的基勒环形山坑底东部、西北毗邻古老的文特里斯环形山，较大的斯特拉顿环形山位于它的东北偏北、它的东面靠近亥维赛环形山，而东南和西南则分别坐落着兹威基环形山和盖革陨石坑。该陨坑中心月面坐标为10°13′S 163°16′E / 10.22°S 163.26°E，直径36.80公里，深约2.14公里。
普兰特陨石坑外观有些呈椭圆状，带有一圈尖峭、完整的坑壁，紧靠北侧坑沿的内壁上部覆盖了一座小撞击坑。陨坑内侧壁较为平整，但各处缓陡不一，可能由于壁体垮塌或喷出物的堆积，东南段内壁显得更为宽坦。普兰特陨石坑坑壁最大高出周边地形990米，内部容积约有985.57立方千米，坑内没有中央峰，中心点西侧可看到一座杯形坑，并从那里向北面和东北延伸出数道低矮的山脊。
阿波罗8号任务期间，位于普兰特陨石坑北侧内壁上的小陨坑曾被定为一个控制点-CP-2，通过从轨道上测量该位置以进一步改进月背地图的精度，但后来的阿波罗任务可能取得了更为准确的地形数据。

## 另请参阅
- Andersson, L. E.; Whitaker, E. A. . NASA RP-1097. 1982.
- Blue, Jennifer. . USGS. July 25, 2007  [2007-08-05]. （原始内容存档于2015-05-26）.
- Bussey, B.; Spudis, P. . New York: Cambridge University Press. 2004. ISBN 978-0-521-81528-4.
- Cocks, Elijah E.; Cocks, Josiah C. . Tudor Publishers. 1995. ISBN 978-0-936389-27-1.
- McDowell, Jonathan. . Jonathan's Space Report. July 15, 2007  [2007-10-24]. （原始内容存档于2015-01-12）.
- Menzel, D. H.; Minnaert, M.; Levin, B.; Dollfus, A.; Bell, B. . Space Science Reviews. 1971, 12 (2): 136–186. Bibcode:1971SSRv...12..136M. doi:10.1007/BF00171763.
- Moore, Patrick. . Sterling Publishing Co. 2001. ISBN 978-0-304-35469-6.
- Price, Fred W. . Cambridge University Press. 1988. ISBN 978-0-521-33500-3.
- Rükl, Antonín. . Kalmbach Books. 1990. ISBN 978-0-913135-17-4.
- Webb, Rev. T. W.  6th revised. Dover. 1962. ISBN 978-0-486-20917-3.
- Whitaker, Ewen A. . Cambridge University Press. 1999. ISBN 978-0-521-62248-6.
- Wlasuk, Peter T. . Springer. 2000. ISBN 978-1-85233-193-1.